# مؤرشف قرص الشبكة المتقدم الأوتوماتيكي لميريلاند
أماندا أو المعروفة سابقًا باسم مؤرشف قرص الشبكة المتقدم الأوتوماتيكي لميريلاند (بالإنجليزية Advanced Maryland Automatic Network Disk Archiver) ، هي أداة أرشفة كمبيوتر مفتوحة المصدر قادرة على نسخ البيانات الموجودة على أجهزة كمبيوتر متعددة على شبكة احتياطيًا. يَستخدم نموذج عميل - خادم، حيث يتصل الخادم بكل عميل لإجراء نسخة احتياطية في الوقت المحدد.
تم تطوير أماندا في البداية في جامعة ميريلاند. أصدرت بموجب ترخيص على غرار توزيعة برمجيات بيركلي أماندا متوفر في صورة إصدارين:
- جماعة مشتركة مجاني.
- مؤسسة مدعوم بالكامل.

أماندا يعمل على أي نظام يونكس أو نظام شبيه بيونكس تقريبًا. تدعَمُ أماندا أنظمة مايكروسوفت ويندوز باستخدام سامبا أو عميل Win32 أصلي مع دعم الملفات المفتوحة.
يشتغل أماندا باستعمال كلاً من النسخ الاحتياطي المستند إلى الشريط والنسخ الاحتياطي المستند إلى القرص المضغوط، ويوفر بعض الوظائف المفيدة غير المتوفرة في منتجات النسخ الاحتياطي الأخرى المنافسة.
يدعم أماندا امتداد النسخ الاحتياطي عبرالشريط - على سبيل المثال، فإذا كان حجم النسخ الاحتياطي أكبر من سعة شريط واحد، فسيتم تقسيمه على أشرطة متعددة لاستيعاب الحجم المنسوخ.
من بين ميزاته الرئيسية جدولة ذكية تعمل على تحسين استخدام موارد الحوسبة عبر عمليات النسخ الإِحتياطي.